# Refsborg
Refsborg är en kulle i republiken Island. Den ligger i regionen Norðurland vestra, 190 km norr om huvudstaden Reykjavík. Toppen på Refsborg är 288 meter över havet, eller 118 meter över den omgivande terrängen. Bredden vid basen är 2,3 km.
Trakten runt Refsborg är nära nog obefolkad, med mindre än två invånare per kvadratkilometer. Närmaste större samhälle är Blönduós, nära Refsborg. Trakten runt Refsborg består i huvudsak av gräsmarker.